# 藍方石
藍方石（英語：Hauyne, haüyne 或 hauynite）為一種含有硫酸鹽的架狀矽酸鹽礦物，端元化學式為 Na3Ca(Si3Al3)O12(SO4)。 屬於類長石礦物和方鈉時礦物群的一員。
藍方石最早的紀錄是在1807於義大利索馬山的維蘇威火山岩漿之中被發現，而英文名稱則來自法國的晶體學家勒内·朱斯特·阿维 (1743–1822)。

## 外觀
藍方石晶體屬於等軸晶系，罕見十二面體或假八面體晶型，晶體大小可達3公分以上，或者是呈現圓粒狀。晶體透明度從透明至半透明，光澤從玻璃光澤到油脂光澤。顏色通常為亮藍色，不過也可能為白色、灰色、黃色、綠色和粉色。在岩石玻片底下觀察晶體為無色至黯淡的藍色，而條紋為非常淡的藍色至白色。

## 成因
藍方石產於響岩之中以及或是富含白榴石和霞石且含矽不多的基性火成岩之中，偶見於不含霞石的噴出岩或變質岩 (大理石)中。常見共生礦物有霞石、白榴石、含鈦的鈣鐵榴石(黑榴石)、黃長石、普通輝石、透長石、黑雲母、金雲母、磷灰石。

## 產地

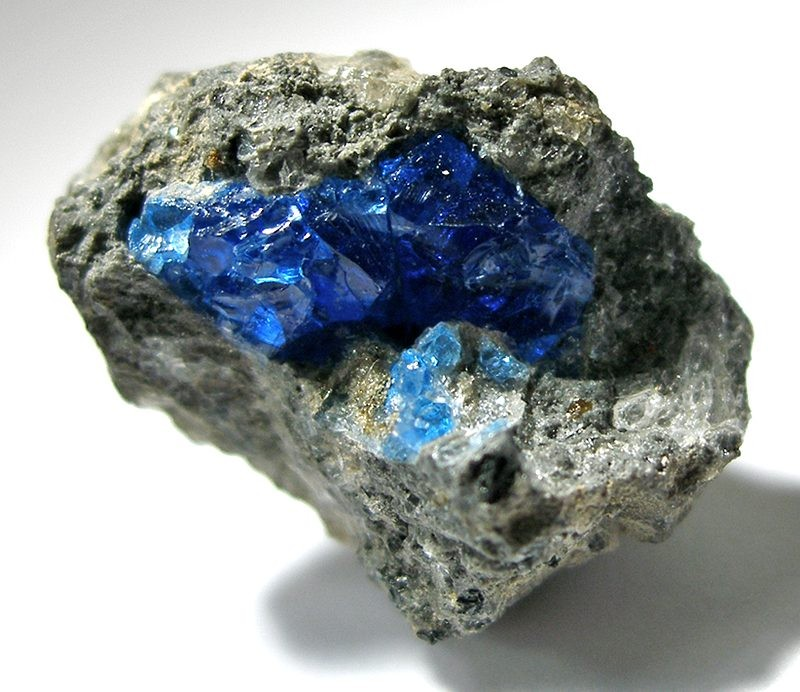
藍方石 (產於德國萊茵蘭-普法爾茨州邁恩)

標準產地位在義大利拉吉歐大區羅馬省阿爾班山的內米湖。
產地包括:
- 加那利群島拉帕爾馬島中的尖晶石橄欖石的擄獲岩體中可以見到淡藍色的晶體其成分介於藍方石和青金石之間[9]
- 德國萊茵蘭-普法爾茨州埃菲爾山從拉赫湖火山雜岩中的含角閃石-藍方石-方柱石之噴出岩中[8]
- 義大利巴西利卡塔大區波坦察省梅爾菲Monte Vulture火山含有白榴石、黃長石的噴出岩中可見到藍色至暗灰色的他形晶體[10]
- 義大利拉吉歐大區羅馬省阿爾巴諾拉齊亞萊主要以鉀長石和斜長石的火山噴出物中可見微小透藍的晶體[10]
- 義大利拉吉歐大區羅馬省阿爾班山的碎晶凝灰岩中可見白色正八面體的藍方石和白榴石、石榴石、黃長石、硫矽石（英语：latiumite）共生[8]
- 美國紐約州聖老楞佐縣Edwards Mine的變質岩中[5]
- 美國蒙大拿州石油縣溫納特的橄輝煌斑岩（英语：alnoite）可見藍方石和黃長石、金雲母、磷灰石共生[5]
- 美國科羅拉多州克里普爾溪的響岩及煌斑岩之中常見少量的藍方石斑晶分布[11]
- 厄瓜多爾東北方的蘇馬科（英语：Sumaco）火山的基性噴出岩(鹼玄岩)中